# Jazz band
Jazz band è uno sceneggiato televisivo di sole tre puntate, andato in onda su TV1 dal 30 aprile al 14 maggio del 1978, scritto e diretto da Pupi Avati. Il suo sequel è Cinema!!!, dell'anno successivo.

## Trama
Bologna fine anni cinquanta. Giuseppe è un giovane studente orfano di padre che vive con l'affettuosissima madre e il nonno pensionato, anch'egli vedovo, sempre pronto a cercare l'approvazione del nipote per ogni sua nuova fidanzata.
Il ragazzo nutre una grande passione per il Jazz al punto da aver da poco fondato un'orchestrina con tre amici, cosa che li rende orgogliosi nel loro ingenuo anticonformismo da piccoli "duri" di provincia. Il concerto nella città felsinea di Kid Ory, vera leggenda vivente dei tempi d'oro di New Orleans, è la molla che li spinge a fare sul serio con i propri progetti musicali. Nasce così la Criminal Jazz Band: la formazione consta di un clarinetto (Giuseppe), un pianoforte (Vittorio), un banjo (Giancarlo) e una tromba (Luigi), perciò i ragazzi decidono di allargarla con altri tre elementi, necessari per completare un classico settetto. Nel frattempo, su consiglio del nonno, Giuseppe durante l'estate prende lezioni da un insegnante, migliorando sensibilmente la sua tecnica. La ricerca dei quattro ha termine quando incontrano il bizzarro Carlo; un appassionato di ritmo e percussioni (nonché figlio del portinaio del palazzo di proprietà del padre di Vittorio, presso cui il ricco signore intercede affinché lo scelga come batterista), il contrabbassista Maurizio di estrazione classica, ma desideroso di cimentarsi col jazz e, soprattutto, l'esperto seppur spiantato trombonista Giuliano, grazie al quale, dopo un costante numero di prove, il complesso fa consistenti progressi ed acquisisce fiducia nelle sue possibilità. Il nuovo arrivato ottiene pure la possibilità di un'audizione da parte di "Cicci" Foresti, potente e benestante impresario locale nonché grande intenditore di musica afroamericana. Il responso di quest'ultimo, però, quasi totalmente negativo, tranne per Giuseppe (del quale apprezza le doti molto promettenti seppur ancora acerbe), al punto da invitarlo ad una festa dove lo presenta a Nardo, leader della Magistratus, la migliore formazione jazz bolognese. Dopo aver inizialmente accettato l'allettante offerta del bandleader di sostituire il suo clarinettista per un'imminente tournée, il ragazzo torna sulla sua decisione preferendo rimanere con gli amici.
Sebbene il sorgere di alcune incomprensioni interne (come, ad esempio, un acceso confronto politico-ideologico che vede coinvolti Giuliano e il padre di Vittorio) sembrerebbero mettere fine ai sogni dei giovani musicisti, incredibilmente, invece, il gruppo si ricompatta e quindi, con un profondo moto d'orgoglio e rivalsa, la Criminal Jazz Band decide di farla vedere ai propri rivali. Infatti quando la RAI stabilisce di far suonare dal vivo alla radio le migliori jazz band italiane e per rappresentare Bologna viene scelta l'orchestra di Nardo, con un rocambolesco stratagemma i sette rivendicano per sé tale prestigioso onore: per stabilire quale delle due compagini sia maggiormente degna viene organizzata una sfida a base di standard tra le due formazioni, davanti ad una giuria competente, il cui responso finale sarà sorprendentemente incerto fino all'ultimo.
Le avventure musicali accompagnano i sette ragazzi attraverso vicende pubbliche e private, come i primi turbamenti amorosi, il dolore per la morte di un caro amico, gli scontri tra opposti schieramenti politici che caratterizzano l'epoca, un matrimonio ed in generale l'intensità emotiva tipica dei ventenni.

## Ambientazione
Il film è nato da una idea autobiografica del regista, e vi sono presenti le grandi passioni che da sempre lo accompagnano nel suo percorso cinematografico: Bologna e il jazz. Il film, ambientato nel capoluogo emiliano degli anni cinquanta, e con il personaggio del clarinettista Giuseppe, che porta il suo vero nome, racconta la storia della Criminal Jazz Band, la primissima band, creata inizialmente dai giovani amici, carichi di sogni e con la comune passione per la musica e che segno' il vero esordio per la successiva evoluzione di quella che poi sarebbe diventata la Doctor Dixie Jazz Band, in cui lo stesso regista suonò come clarinettista, aprendo una finestra narrativa su quella che è stata "l'altra vita" di Pupi Avati, quando, prima di intraprendere la carriera cinematografica, cercò di affermarsi come musicista.

## Musiche
La colonna sonora è stata curata da Amedeo Tommasi, da sempre fidato collaboratore di Avati. Ai tempi del passaggio in TV dello sceneggiato, raggiunge le più alte vette discografiche, grazie alle bellissime melodie splendidamente eseguite dai seguenti musicisti: Nardo Giardina, Checco Coniglio, Marcello Rosa, Gianni Sanjust, Amedeo Tommasi, Umberto Melloni, Aimone Finotti, Alessio Urso, Gherardo Casaglia, Roberto Spizzichino, Mingus Mingotti, ma soprattutto dal famoso clarinettista Henghel Gualdi, autore, tra l'altro, delle sigle di apertura e di chiusura, Jazz band e Sweet Time. Anche Avati, come testimoniato dai titoli di coda, partecipa alle esecuzioni dei brani.

## Riconoscimenti
- Premio Chianciano per la Regia Televisiva
- Maschera d'Argento
- Premio Salsomaggiore al miglior sceneggiato
- Premio della Critica al Festival di San Sebastian
- Telegatto Sorrisi & Canzoni Miglior Regia